# Alouette 1
Alouette 1 (fr. skowronek) – pierwszy kanadyjski sztuczny satelita; przeznaczony do badania jonosfery. Dzięki niemu Kanada stała się trzecim państwem, które udanie umieściło swojego satelitę na orbicie (5 lat po radzieckim satelicie Sputnik 1 i 4 lata po amerykańskim Explorer 1).
Statek pozostaje na orbicie, której żywotność szacuje się na 2000 lat – niektórzy specjaliści nie wykluczają, że statek mógłby zadziałać, gdyby wysłano komendę włączającą.

## Opis misji
Faza projektowa i budowa statku, oraz jego dwóch bliźniaków, które miały zostać użyte w wypadku awarii pierwszego egzemplarza, trwała trzy i pół roku. Szkielet statku został zbudowany w Downsview w zakładach de Havilland Canada. Końcowego montażu satelitów, oznaczonych jako S27-2 (prototyp), S27-3 (właściwy, wystrzelony statek) i S27-4 (zapasowy), dokonały zakłady Defense Telecommunications Establishment Electronics Lab w Ottawie.
Alouette 1 został wystrzelony za pomocą amerykańskiej rakiety nośnej Thor Agena B z bazy lotniczej Vandenberg. Satelita był stabilizowany obrotowo z prędkością ok. 1,4 obr./min. (po rozłożeniu anten – dwa dipole o dł. 45,7 i 22,8 m – najdłuższe wówczas wyniesione w kosmos anteny). Po około 500 dniach prędkość obrotowa statku spadła poniżej wartości przewidywanej, do około 0,6 obr./min. Sądzi się, że satelita stopniowo przechodził na stabilizację gradientem grawitacji, z dłuższą anteną skierowaną ku Ziemi. Informacje o położeniu były wyznaczane tylko z jednego magnetometru i pomiarów temperatury powłok ochronnych (błąd wyznaczania położenia mógł sięgać 10 stopni). Statku nie wyposażono w rejestratory, przez co dane mogły być zbierane tylko z fragmentów orbity objętych zasięgiem naziemnych stacji telemetrii. Stacje rozmieszczono w okolicach południowej części południka 80 W, oraz na Hawajach, w Singapurze, Australii, Europie i środkowej Afryce. Dane były zbierane przez ok. 6 godzin dziennie. Statek przerwał działanie we wrześniu 1972.

## Instrumenty
- Sonda z przemiataną częstotliwością

Przyrząd, nadajnik i odbiornik radiowy, prowadził synoptyczne pomiary rozkładu gęstości elektronów w jonosferze, na wysokościach między 300 a 1000 km. Rejestrował opóźnienie między wysłaniem a odbiorem nadanego impulsu radiowego. Kontinuum częstotliwości między 0,5 a 12 MHz było próbkowane co 18 s. Z powodu różnorakich zakłóceń (odbić od powierzchni Ziemi, rezonansów plazmowych) pomiary dla różnych częstotliwości musiały być kilkakrotnie powtarzane. Opóźnienie to, było funkcją dystansu przebytego przez sygnał, gęstości elektronów wzdłuż ścieżki propagacji i współczynnika propagacji. Standardowe dane wyjściowe tworzyły tzw. jonogram. Pokazywał on długość opóźnienia w funkcji częstotliwości. Eksperyment pracował całe 10 lat, a wyniki jego działalności dalece przekroczyły pokładane w nim oczekiwania
- Detektory cząstek energetycznych

Eksperyment cząstek energetycznych składał się z sześciu detektorów mających określić strukturę niższych warstw zewnętrznych pasów Van Allena i mierzyć zmiany ich intensywności związanych ze zjawiskami słonecznymi i geofizycznymi, głównie z zorzami. Pierwszy detektor, licznik Geigera Anton 302, stanowił osłoniętą część pakietu i był używany tylko do wielokierunkowych pomiarów protonów i elektronów o energiach wyższych, odpowiednio, od 33 i 2,8 MeV. Licznik Geigera Anton 223, skierowany 10 stopni od osi obrotu statku, mierzył elektrony i protony o energiach wyższych, odpowiednio, od 40 i 500 keV (kierunkowo). Drugi licznik Anton 223, skierowany równolegle do osi obrotu, zbierał informacje o elektronach i protonach o energiach większych, odpowiednio, od 250 i 500 keV (kierunkowo). Wielokierunkowo, oba liczniki, prowadziły takie same pomiary co licznik Anton 302. Czwarty detektor, złącze krzemowe, był skolimowany 10 stopni od osi obrotu. Kierunkowo, odpowiadał na protony i cząstki alfa z zakresu energetycznego, odpowiednio 1,3 – 7 i 4,3 – 28 MeV. Wielokierunkowo, odpowiadał na protony z zakresu 55 – 60 MeV. Ostatnie dwa detektory tworzyły teleskop Geigera. Składał się on z dwóch liczników Geigera 18509 (firmy Philips) i plastycznego scyntylatora umieszczonego między licznikami. Teleskop był skierowany prostopadle do osi obrotu statku. Detektor ten dawał tylko odpowiedź kierunkową dla protonów i cząstek alfa o energiach większych, odpowiednio, od 100 i 400 MeV. Eksperyment działał dobrze od początku, a wyłączony został 29 stycznia 1968, pomimo poprawnego działania.
- Odbiornik VLF (bardzo niskich częstotliwości)

Celem eksperymentu VLF było zbadanie propagacji charakterystycznych dla naturalnych i sztucznych sygnałów VLF. Eksperyment składał się z szerokopasmowego, czułego odbiornika fal 0,4 – 10 kHz. Używał on najdłużej anteny (45,7 m). Wyjście odbiornika rejestrowało składową elektryczną sygnału i było ujęte w pętlę ARW (Automatycznej Regulacji Wzmocnienia). Standardowym produktem wyjściowym eksperymentu VLF był sonogram (przedstawiał on sygnały w funkcji czasu i częstotliwości). W badanym regionie częstotliwości radiowych zaobserwowano różnego pochodzenia szumy i "gwizdy". Eksperyment pracował poprawnie od samego startu, prócz interferencji z sondą o przemiatanej częstotliwości, które jednak nie wpłynęły ujemnie na otrzymane dane.
- Eksperyment kosmicznego szumu radiowego

Eksperyment szumu kosmicznego wykorzystywał odbiornik z ARW (Automatyczną Regulacją Wzmocnienia) napięcia. Mierzył on poziom radiowego szumu słonecznego i galaktycznego. Odbiornik z przeszukiwaniem częstotliwości badał pasmo 0,5 – 12 MHz w ciągu 18 s (poniżej 5 MHz odpowiedź układu gwałtownie spadała). Odbiornik miał szerokość pasma 33 kHz (szum na poziomie 15 dB), i zasięg dynamiczny 50 dB. Antenami były dwa dipole (o długości 45,7 i 22,8 m), ulokowane ortogonalnie do osi obrotu.